# 土衛六大氣層

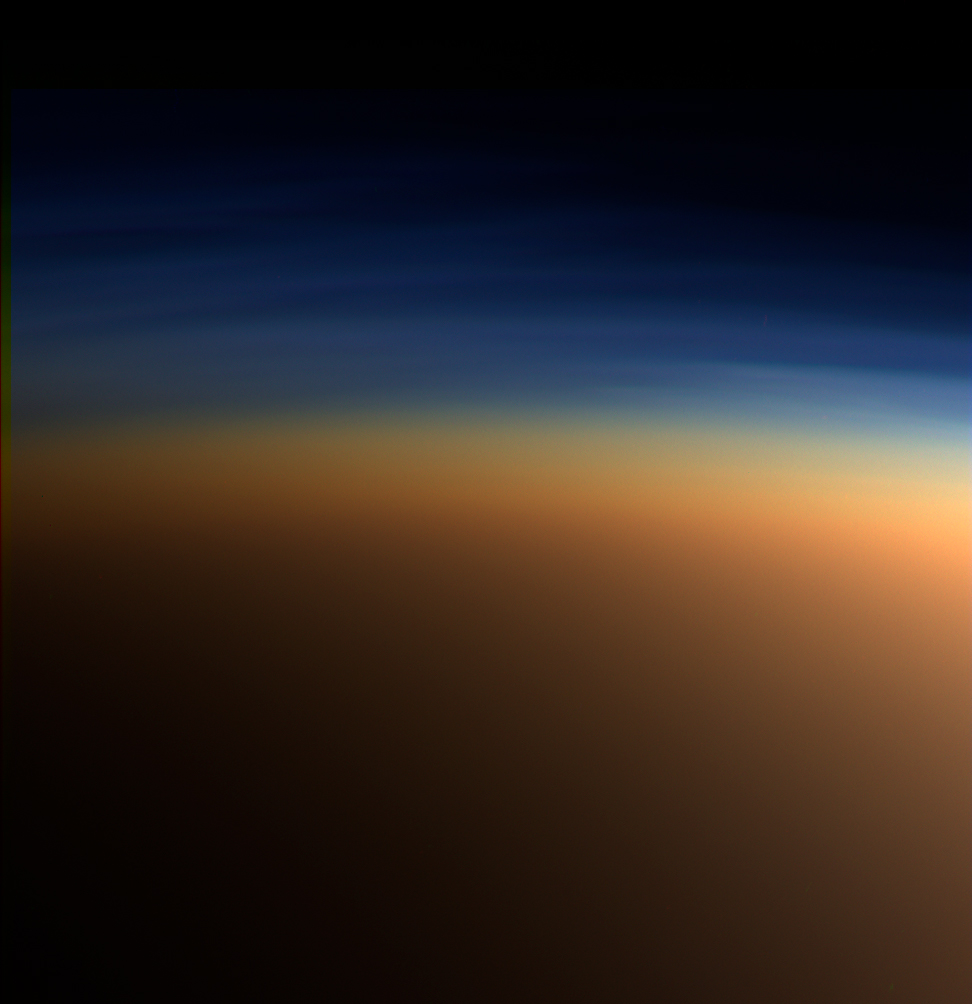
土衛六大氣層霾層的全彩影像。

土衛六大氣層是太陽系的天然衛星中唯一發展高度完整的衛星大氣層。

## 觀測歷史
土衛六大氣層最初是由西班牙天文學家朱塞普·科马斯·索拉於1903年從土衛六的周邊昏暗現象推測其存在。1944年杰拉德·柯伊伯以光譜觀測證實了土衛六擁有大氣層，並推測大氣層內的甲烷气体分压為100毫巴（10千帕）。1970年代的後續觀測確認柯伊伯的甲烷分壓觀測結果是明顯低估，土衛六大氣層內的甲烷含量是柯伊伯觀測量的10倍，並且表面大氣壓至少是先前預測的2倍。土衛六表面的氣壓高就意味甲烷只能聚集在土衛六大氣層中的小區域。1981年航海家1號對土衛六大氣層進行首次詳細觀測，發現土衛六表面大氣壓是高於地球的1.5巴。

## 概要

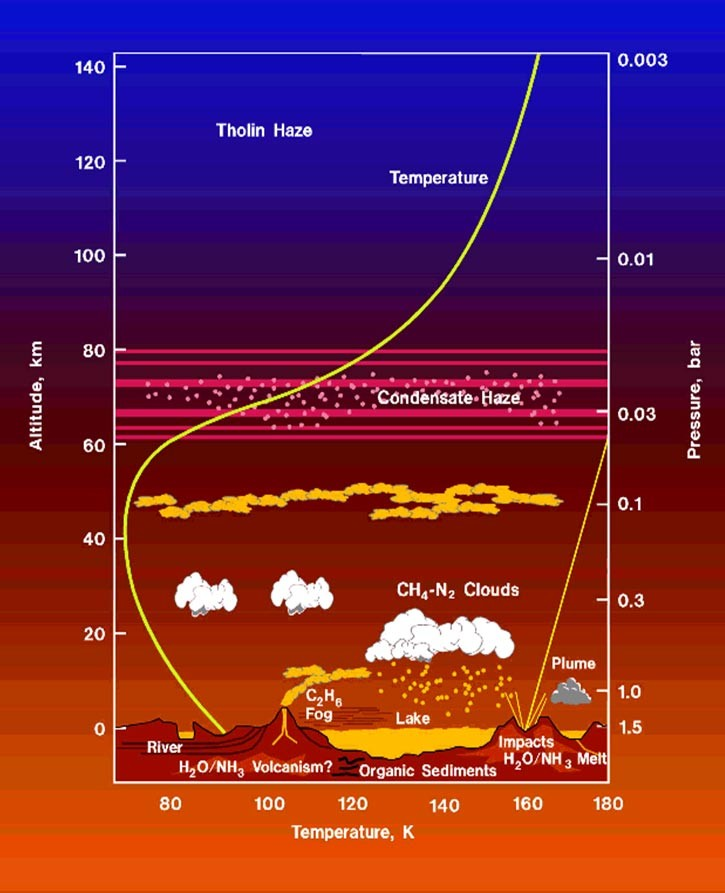
土衛六大氣層模型。

航海家計畫的太空探測器探測結果顯示土衛六的大氣層比地球大氣層更加濃密，表面壓力是地球表面大氣壓的1.45倍。土衛六大氣層總重量是地球大氣的1.19倍，或每單位面積重量7.3倍。大氣層內的不透明霾層遮蔽了來自太陽和其他光源的絕大多數可見光，並且讓土衛六表面的地形模糊而無法分辨。土衛六的大氣層相當濃密，並且因為土衛六的低表面重力，人類在土衛六表面甚至可以拍動裝在雙臂上的「翅膀」飛翔。而土衛六的低重力也代表其大氣層頂遠高於地球大氣層頂，甚至高達975公里。這樣的大氣高度讓卡西尼號探測器不得不進行調整抵抗大氣拖曳來維持穩定軌道。而土衛六的大氣層對許多波長範圍的電磁波是不透明的，並且土衛六表面的全反射光譜也使土衛六表面不可能接受到來自大氣層外的光線。直到2004年卡西尼—惠更斯号任務到達土星系時才獲得了土衛六表面的影像。並且惠更斯号登陸艇在土星大氣層下降過程中無法偵測到太陽的位置。雖然惠更斯號登陸艇最終能在土衛六表面拍攝影像，但惠更斯號科學團隊比喻這就像是「在黃昏時拍攝柏油路面停車場照片」。

## 成分

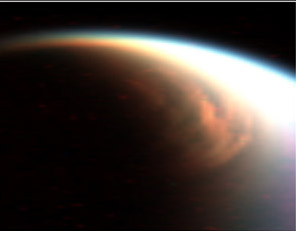
土衛六北極雲層假色影像。

土衛六大氣層的平流層中氮含量98.4%，是地球以外太陽系中唯一富含氮的濃密大氣層。其餘1.6%的成分主要是甲烷（1.4%）和氫（0.1－0.2%）。因為甲烷在土衛六大氣層高處冷凝，甲烷的含量在高度約32公里處的對流層頂向下增加，在8公里高到土衛六表面處增加至接近4.9%以後逐漸平緩。另外還有其他痕量的烃類，例如乙烷、二乙炔、丙炔、乙炔和丙烷；以及氰基乙炔、氰化氢、二氧化碳、一氧化碳、氰、氬和氦等其他極低含量氣體。從太空所見土衛六大氣層的橙色必定是更加複雜的少量化學物質所造成，而這類物質可能是類似焦油狀的有機沉積物托林。烴類被認為是來自太陽的紫外線使甲烷分裂後形成的，產生了厚層的橙色煙霧。土衛六沒有磁場，雖然2008年的研究顯示土衛六經過土星的磁層並直接暴露於太陽風之後會有磁場殘留。這可能會使土衛六的高層大氣部分分子被電離與逃逸。2007年11月，科學家發現土衛六電離層中的負離子質量大約是氫的1萬倍；一般相信是形成橙色霧的物質落到較低空處使土衛六表面被遮蔽。而這些物質目前仍不明，但可能是托林，而這些物質可能是形成多環芳香烴等更複雜分子的基礎。

土衛六和地球大氣層比較。

來自太陽的能量應該會讓所有土衛六大氣層中的甲烷在5千萬年內全數轉化為更複雜的碳氫化合物，這對太陽系的歷史而言是相當短的時間。這表明在土衛六上必須有能隨時補充大氣層內甲烷的來源。土衛六大氣層內甲烷含量超過一氧化碳的1000倍，因此可以排除甲烷的來源是彗星撞擊土衛六，因為彗星內的一氧化碳含量超過甲烷。土衛六從形成土星系統的雲氣中累積的大氣層獲得甲烷這一假說可能性也不高；因為如果如此，土衛六的大氣層各種氣體豐度應該與太陽星雲相近，並包含一定量的氫和氖。許多天文學家提出大氣層內的甲烷最終應該是來自土星本身，並且從土衛六表面的冰火山噴入大氣層。而甲烷來自土衛六上的生物假說則並未被完全排除可能性（參見土衛六生命）。
土衛六的大氣層環流模式是和土衛六自轉方向同樣由西向東。卡西尼號於2004年對大氣層觀測結果表明存在類似金星大氣層的「超級自轉」，即大氣環流速度遠高於自轉速度。
土衛六的電離層結構較地球的複雜，主電離層高度1200公里，但在高度63公里處有另一個帶電粒子聚集層。這使土衛六大氣層在一定程度上分裂為兩個獨立的射頻共振腔。卡西尼號在土衛六上觀測到了一個天然的極低頻電波源，但因為土衛六表面沒有明顯的閃電活動，因此仍無法了解其本質。而土衛六的內部磁場強度可說是微不足道，甚至可能根本不存在。土衛六環繞土星的軌道半徑是土星半徑的20.3倍，因此有時候不會在土星的磁層範圍內。但是土星自轉週期（10.7小時）和土衛六環繞土星（15.95日）的軌道週期差異使土星外圍的磁化電漿和土衛六之間的相對速度大約是100 km/s。這實際上會加劇大氣層散逸，而非降低太陽風剝離大氣層速率。
2013年4月3日，NASA宣布基於模擬土衛六大氣層的研究，在土衛六上能有複雜的有機化合物存在。
2013年6月6日，安達魯西亞天文物理研究所（IAA）和西班牙國家研究委員會（CSIC）的科學家宣布在土衛六的高層大氣發現了多環芳香烴。
2013年9月30日，卡西尼－惠更斯号的混合式紅外光譜儀（Composite infrared spectrometer，CIRS）在土衛六大氣層上發現了丙烯。

## 大氣演化
土衛六能維持濃密大氣層存在的原因至今仍是個謎，因為結構和土衛六相近的木星衛星木衛三和木衛四都只有極稀薄的大氣層。雖然目前仍所之甚少，科學家仍然從最近的探測任務中得知了土衛六大氣層演化的基本約束條件。

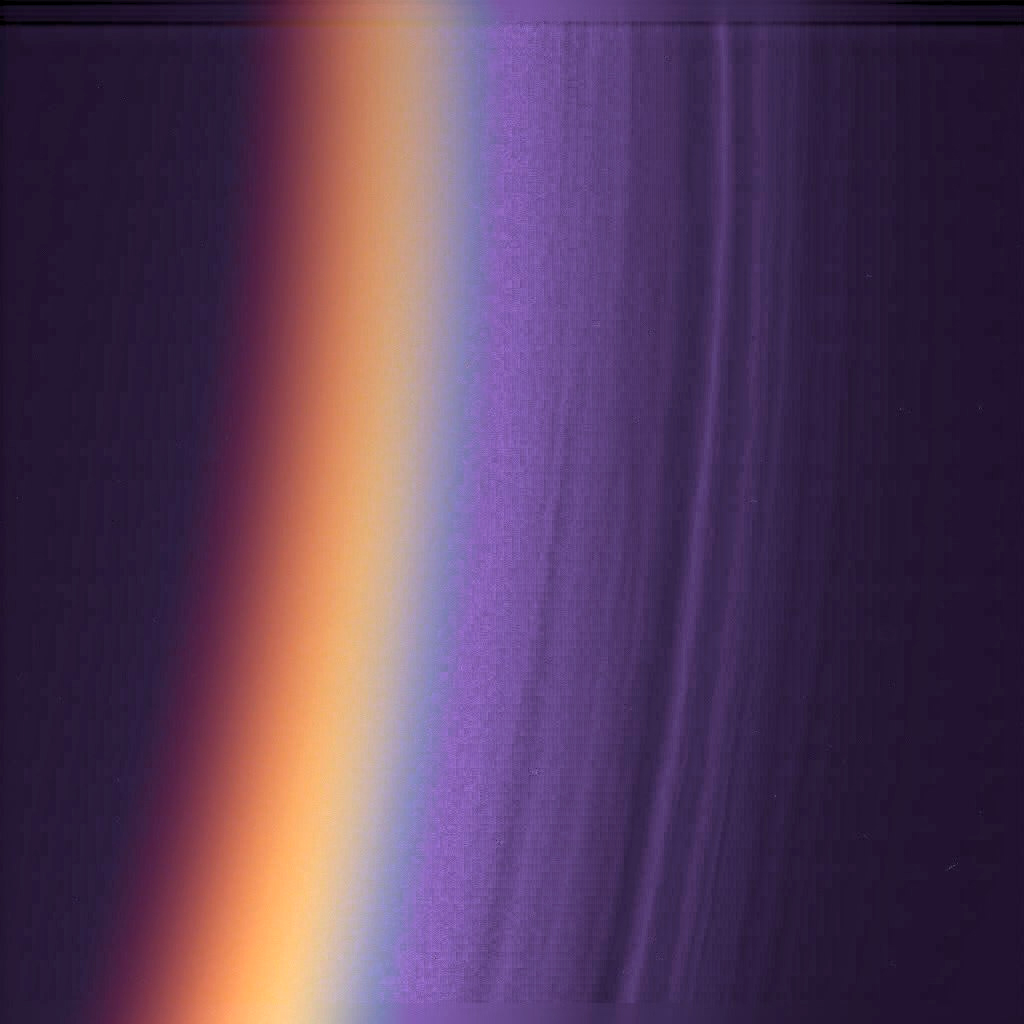
卡西尼－惠更斯號拍攝的土衛六大氣層各層影像。

簡單地說，以土星和太陽的距離、低太陽輻射量和太陽風流量這三個因素下，揮發性的化學物質傾向於在類地行星和衛星上以物質的主要三相同時存在。土衛六表面的溫度大約是相當低的94 K。結果就是在土衛六上成為大氣層成分物質的质量百分浓度遠高於地球。事實上，最近的研究結果指出土衛六只有50%的質量是矽酸鹽，其他則是各種相態的水冰和含氨的水合物。氨可能是土衛六大氣層中氮分子的原始來源，並且含氨水合物可能占據土衛六最多8%的質量。Tobie 等人的論文中指出，土衛六很可能產生了分層結構，並且在冰 Ih層下的液態水層可能富含氨。
|                                                                                |  |                                                          |
| 背對太陽方向的土衛六大氣層，以土星環為背景。較外處的霾層在頂部和北極極雲聚合。 |  | 土衛六的冬季半球（上方）因為高層霾，使其可見光亮度較低。 |

就目前已知的限制條件，即現在大部分大氣質量流失主要是因為低表面重力和太陽風光解。土衛六的早期大氣層損失量可以簡單地使用氮的14N/15N同位素比值推測，重量較輕的14N會較早因為光解和加熱而較先從高層大氣散逸。因為土衛六的原始14N/15N比值所之甚少，土衛六的早期氮同位素比值可以在今日的1.5到100倍之間變化，但可能是較低的倍數。因為氮是土衛六大氣層的主要成分（98%），從氮同位素比值可得知大部分的氮已經在整個地質時期中流失。儘管如此，土衛六表面的大氣壓力仍大約是地球的1.5倍，這是因為土衛六的原始大氣所含揮發性物質超過地球和火星原始大氣含量。土衛六大部分散失的大氣層可能是在5千萬年內因為高能的重量較輕原子以吸积方式帶走許多大氣層物質（流體動力剝離事件，Hydrodynamic blow off event）。這樣的事件可能是因為年輕太陽釋放較高能X射線和紫外線光子造成大氣層被加熱和物質光解而發生。
木衛三和木衛四的結構與土衛六類似，因此為什麼這兩顆木星最大的衛星無法擁有和土衛六一樣濃密大氣層的原因至今仍不明。不過，土衛六的氮來自早期氨從土衛六地下釋出與光解後的吸積，而非增生包合物脫氣可能是正確推論的關鍵。如果氮來自於包合物的釋放，太陽系的惰性氣體原始核素36Ar 和 38Ar 應該存在於土衛六大氣層中，但兩者在大氣層中幾乎偵測不到。前述兩種氬同位素含量含量極低的原因也表示必須要約40 K的低溫才不會使兩種同位素散逸，並且含氮的包合物並未存在於土星形成前的土星次星雲。相反地，土衛六早期溫度可能高於75 K，甚至限制了含氨水合物的累積。土星次星雲的溫度可能甚至高於木星次星雲，這是因為較高的重力位能釋放，質量和較接近太陽而大量減少了木衛三和木衛四累積氨的可能性。最終產生的以氮為主成分的大氣層可能太稀薄而無法抵抗大氣剝離。
另一個替代解釋則是彗星撞擊木衛三和木衛四上時因為木星的重力場較強，釋放的能量比撞擊土衛六時更多。這可能會剝離木衛三和木衛四的大氣層，而彗星物質則會幫助土衛六形成大氣層。然而，土衛六大氣層中氘和氫（2H/1H 或 D/H）的比值是(2.3±0.5)×10−4，比彗星中的值低接近1.5倍，這項差異表示彗星物質不太可能是土衛六大氣層物質的主要來源。

## 延伸閱讀
- Roe, Henry G. . Annual Review of Earth and Planetary Sciences. 2012-05-30, 40 (1): 355–382  [2018-04-02]. ISSN 0084-6597. doi:10.1146/annurev-earth-040809-152548. （原始内容存档于2021-12-09） （英语）.